# Chirita langshanica
Chirita langshanica är en tvåhjärtbladig växtart som beskrevs av Wen Tsai Wang. Chirita langshanica ingår i släktet Chirita och familjen Gesneriaceae. Inga underarter finns listade i Catalogue of Life.